# 安娜·罗西娜·努瓦伊-普拉
安娜·罗西娜·努瓦伊-普拉（法語：Anne Rosine Noilly-Prat，法語發音：[an ʁozin nwaji pʁat]；1825年10月11日—1902年8月16日）出生於法國奥弗涅-罗讷-阿尔卑斯大区罗讷省的里昂，曾經是苦艾酒品牌娜利普萊的負責人。

## 生平
安娜·罗西娜·努瓦伊-普拉是苦艾酒商的創辦人約瑟夫·努瓦伊（法語：Joseph Noilly）之女，1843年約瑟夫·努瓦伊在馬賽開設一個銷售門市，交給克洛迪于斯·普拉（法語：Claudius Prat）全權負責，當年十九歲的安娜·罗西娜·努瓦伊-普拉，和克洛迪于斯·普拉結婚，因此後來的註冊品牌就是取創辦人和克洛迪于斯·普拉的姓氏（法語：Noilly Prat）為品牌名稱。
1859年克勞狄斯·普拉逝世，1865年約瑟夫·努瓦伊也過世，因此安娜·罗西娜·努瓦伊-普拉成了娜利普萊的負責人，他經營娜利普萊長達卅七年，直到她逝世為止。這段期間除了經商以外，安娜·罗西娜·努瓦伊-普拉也做了很多慈善事業，他每年提供六十萬公升的禮儀酒供給彌撒使用，開設聖伊麗莎白診所專門收容殘疾的女性，她還捐獻高級石材給聖若瑟堂，並請石雕師朱爾·坎蒂尼雕刻奉獻給教會。